# Harvey Wallbanger

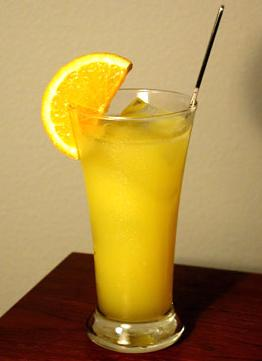
Harvey Wallbanger

Harvey Wallbanger – klasyczny koktajl alkoholowy, sporządzany z wódki i soku pomarańczowego, z dodatkiem Galliano. Dekorowany plasterkiem pomarańczy, podawany z lodem. Odpowiedni przede wszystkim na lato.
Koktajl zyskał nazwę w latach 60. XX wieku. Pochodzi ona od nazwiska Kalifornijczyka, surfera – Harveya, który pewnego wieczora wypił nadmierną ilość tego napoju, co spowodowało, że odbijał się o ściany (Wallbanger – z ang. to obijający się o ściany), wychodząc z baru. Według innych koktajl powstał z połączenia przypadkowych trunków, które były obecne pod ręką. Harvey, po wypiciu tego napoju miał jakoby uderzać głową w stół.
Koktajl podaje się w wysokich szklankach.